# Валадареш (Байан)
Валадареш (порт. Valadares) — район (фрегезия) в Португалии, входит в округ Порту. Является составной частью муниципалитета Байан. По старому административному делению входил в провинцию Дору-Литорал. Входит в экономико-статистический субрегион Тамега, который входит в Северный регион.
Население составляет 885 человек на 2001 год. Занимает площадь 8,10 км².